# بيرولويجي بينتو
بيرولويجي بينتو (22 سبتمبر 1998 في إيطاليا - ) هو لاعب كرة قدم إيطالي في مركز الدفاع. لعب مع نادي أريتسو.

## وصلات خارجية
- بيرولويجي بينتو على موقع قاعدة بيانات كرة القدم.إي يو (الإنجليزية)
- بيرولويجي بينتو على موقع Soccerway.com (الإنجليزية)